# Babazhi Khatun
Il mausoleo Babazhi Khatu (Kazako: Бабажы қатын кесенесі)è un mausoleo Karakhanide dell'XI o XII secolo, situato a 18 km a ovest di Taraz, in Kazakistan, sulla via della seta . 
Sullo stesso sito è anche presente il mausoleo Aisha Bibi. 
Ha una forma quasi cubica, le sue dimensioni sono 6,9 x 6,9 × 5,0 m, lo spessore della parete raggiunge 1,23 m ed è stato costruito con mattoni chiari bruciati. Sul parapetto della facciata principale c'è un'iscrizione in arabo: "Questa è la tomba chiamata Babaji Khatun... il suo costruttore..."